# بوتالیلونال
بوتالیلونال (انگلیسی: Butallylonal) یک مشتق باربیتورات است که دارای خواص آرام بخش است و عمدتاً به عنوان بی‌حس‌کننده در دامپزشکی به کار می‌رود. بوتالیلونال از نظر اثرات مشابه پنتوباربیتال در نظر گرفته می‌شود، اما اثر آن طولانی‌تر است و به جای اثر کوتاه، یک باربیتورات با اثر متوسط در نظر گرفته می‌شود.